# Epinephelus polyphekadion
Epinephelus polyphekadion · Mérou camouflage, Loche crasseuse
Espèce
Statut de conservation UICN

 VU  : Vulnérable
Epinephelus polyphekadion, communément nommé Mérou camouflage ou Loche crasseuse (en Nouvelle-Calédonie), est une espèce de poissons marins de la famille des Serranidae.
Le Mérou camouflage est présent dans les eaux tropicales de l'Indo-Pacifique soit des côtes orientales de l'Afrique à la Polynésie française ainsi qu'en Mer Rouge.
Il peut atteindre une taille de 90 cm de long.